# Flectonotus
Flectonotus is een geslacht van kikkers uit de familie Hemiphractidae. Het geslacht werd voor het eerst wetenschappelijk beschreven door Alípio de Miranda Ribeiro in 1920. De groep behoorde eerder tot de niet meer erkende familie Amphignathodontidae en nog langer geleden tot de familie Leptodactylidae. In de literatuur wordt het geslacht daardoor tot deze families gerekend.
Er zijn twee soorten, vroeger waren er tot vijf soorten maar de meeste zijn tegenwoordig aan het geslacht Fritziana toegekend. De soorten leven komen voor in delen van Zuid-Amerika; Colombia, Trinidad en Tobago en Venezuela.
Alle soorten zetten eieren af die vervolgens onder de huid van het vrouwtje worden gebracht. Op de afbeelding is een 'zwanger' vrouwtje te zien, de eieren zijn waar te nemen als de grote bulten op haar rug.

## Soorten
Geslacht Flectonotus
- Flectonotus fitzgeraldi
- Flectonotus pygmaeus

Onderfamilie Cryptobatrachinae: Cryptobatrachus · Flectonotus

Onderfamilie Hemiphractinae: Fritziana · Gastrotheca · Hemiphractus · Stefania